# 34587 Vieiraneto
34587 Vieiraneto è un asteroide della fascia principale. Scoperto nel 2000, presenta un'orbita caratterizzata da un semiasse maggiore pari a 2,478207 UA e da un'eccentricità di 0,200111, inclinata di 7,319493° rispetto all'eclittica. Ha un periodo di rotazione di 3,032 ore.